# Dal
 (mars 2025).
Si vous disposez d'ouvrages ou d'articles de référence ou si vous connaissez des sites web de qualité traitant du thème abordé ici, merci de compléter l'article en donnant les références utiles à sa vérifiabilité et en les liant à la section « Notes et références ».
Pour les articles homonymes, voir Dal.

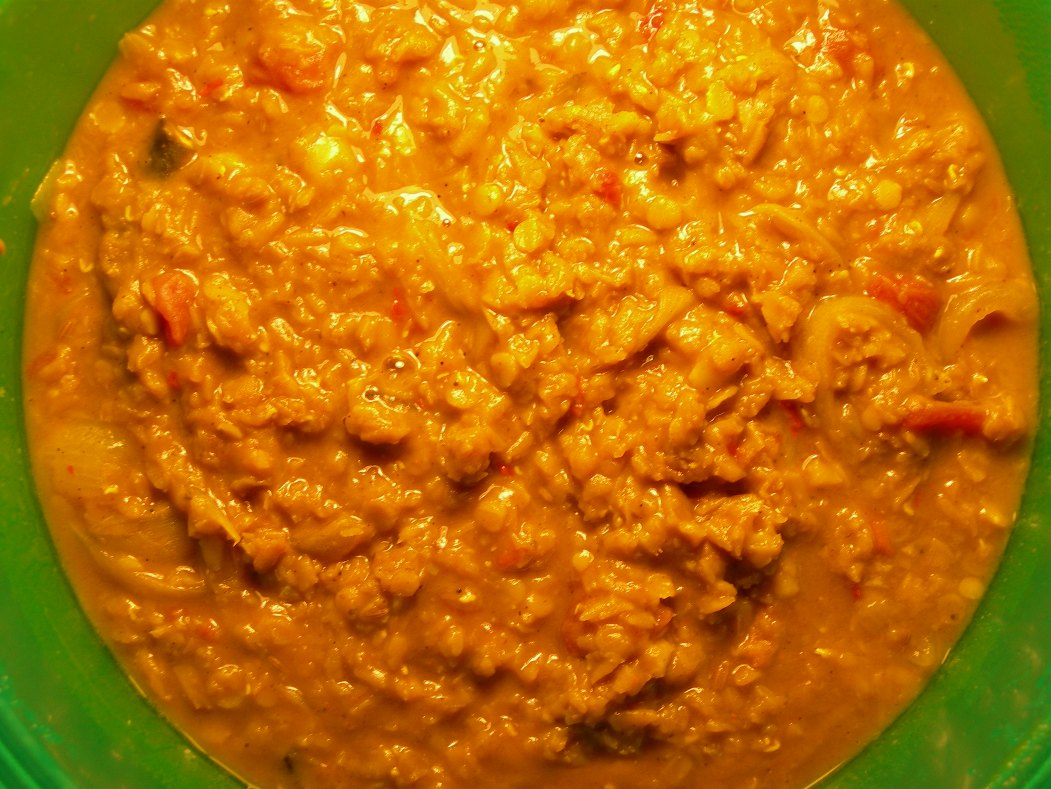
Massoor dal préparé.

Le mot dal (sanskrit : दाल, IAST : dāla, API : [d̪aːl]) désigne en Inde et au Népal plusieurs légumineuses de type lentille. Par analogie, c'est le nom donné à un plat indien à base de légumineuses.
Il est aussi orthographié dahl, dhal ou daal, du terme sanscrit pour « séparer ». En effet, la plupart des légumineuses sont fendues ("pois cassé"), afin de séparer les deux cotylédons et faciliter ainsi la cuisson.
On donne aussi ce nom au potage, ou ragoût bengali épais et pimenté, préparé à partir des dal.  

## Principales variétés
En Inde, on connaît plus de cinquante variétés de légumineuses. Les dals les plus connus sont les suivants :
- chana dal, souvent traduit à tort par « pois chiche ». Il s'agit d'une variété indienne de « petit » pois chiche. Le goût est différent du pois chiche consommé en France ;
- kala chana, une sorte de pois chiche à peau marron ;
- masoor dal, lentille rouge corail ;
- mung dal ou moong dal (haricot mungo), très populaire, de couleur verte ou jaune ;
- rajma dal (haricot rouge, en forme de rein, d'où le nom kidney bean en anglais), aussi très apprécié en Amérique latine et dans les Caraïbes ;
- toor dal ou tur dal, une petite lentille cassée de couleur jaune ;
- urad dal (haricot urd) blanc et très petit, cassé et aplati.

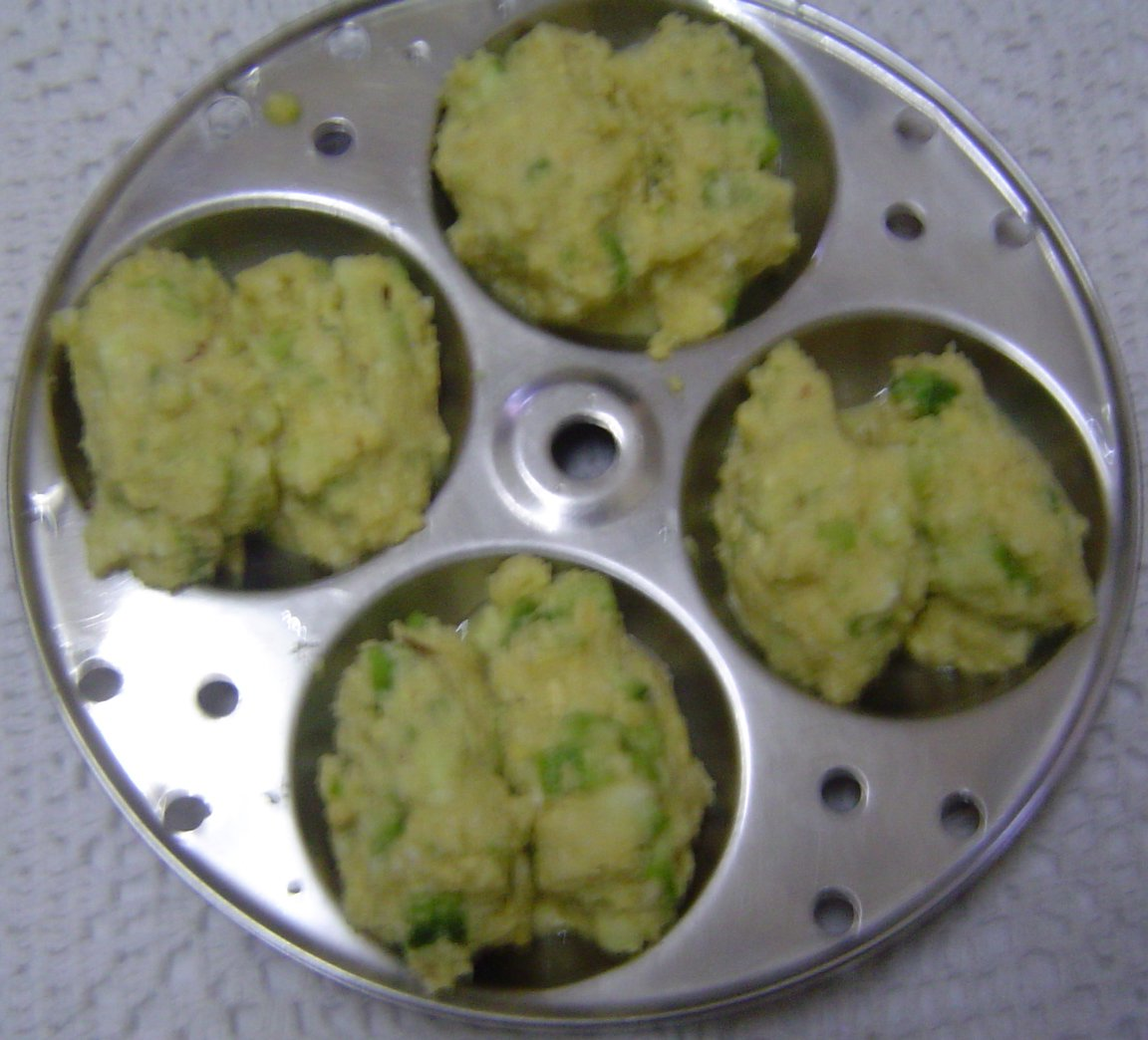
Toor dal.
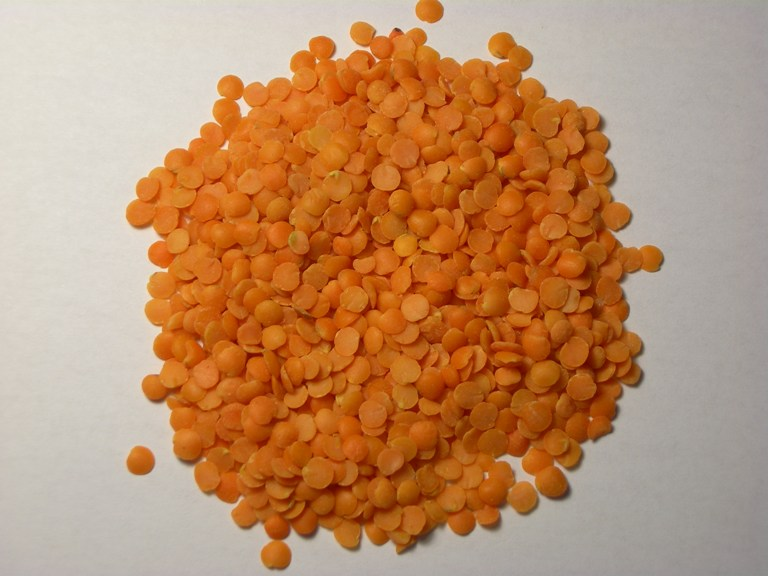
Masoor dal.

## Les différents types de plats
Il existe différents types de dahl de lentilles nommés selon la méthode de cuisson ou les aliments utilisés.

### Ledal tadka
À base de lentilles corail (masoor dal) ou lentilles jaunes (moong dal), le terme « tadka » signifie ici que les épices et condiments contenus dans ce plat sont frits[source insuffisante].

### Ledal makhani
Ce plat utilise des urad dal non décortiqués combinés à des haricots rouges.

### Ledal fry
Ce plat utilise des lentilles corail et des pois chiches cassés (chana dall)[source insuffisante].